# Gustav Melzer
Gustav Melzer (* 1932; † 7. Juli 2008 in Pöchlarn) war ein Archäologe und über 32 Jahre als Grabungstechniker für das österreichische Bundesdenkmalamt in Wien tätig. Er war ein profunder Ansprechpartner für Bodendenkmale mit besonderem Schwerpunkt für Burgen- und Kirchengrabungen. Er ist Autor von zahlreichen Fachartikeln zu Grabungen.

## Veröffentlichungen (Auswahl)
- Archäologische Untersuchungen in der Filialkirche St. Veit in Sarling. In:  Fundberichte aus Österreich 14, 1975, S. 27ff
- 1976: Pfarrkirche Schöngrabern. In: Fundberichte aus Österreich 15, 1976, S. 316–317
- Hardegg und seine Geschichte (Mitautor Wilfried Enzenhofer). 1976
- Archäologische Untersuchung in Imbach. In: Fundberichte aus Österreich, 19, 1980, S. 596–597
- mit Konrad Jekl: Archäologische Untersuchung der Burganlage Hardegg. In: Fundberichte aus Österreich 21, 1982,
- 1982: Archäologische Untersuchung in der Stadtpfarrkirche St. Stephan in Gmünd. In: Das Waldviertel 31, 1982, S. 192ff
- Archäologische Untersuchungen in der Stadtpfarrkirche zu Horn. In: Fundberichte aus Österreich 22, 1983, S. 19ff
- Archäologische Untersuchung in der Pfarrkirche St. Martin zu Thalgau, Salzburg. In: Fundberichte aus Österreich 22, 1984, S. 37ff
- Zwei Schädelrondelle aus Sommerein. In: Fundberichte aus Österreich 22, 1984, S. 87ff
- Die mittelalterliche Kirche Maria Himmelfahrt in Winzendorf. Archäologisch-bauhistorische Untersuchung; (Mitautoren: Rudolf Erlach, Karl Großschmidt). 1990
- Eine mittelbronzezeitliche Brandbeisetzung aus Rabensburg. In: Fundberichte aus Österreich 30, 1991, S. 69ff
- Burg- und Burgkirche Gossam; (Mitautoren Gerhard Flossmann, Renate Holzschuh). 1994
- Archäologische und bauhistorische Untersuchung an der Burganlage und Kirchenanlage St. Pankraz. 1994
- Alt- und Jungsteinzeit im Bezirk Melk: 30.000 Jahre Kulturgeschichte. Sonderausstellung 1997 im Stadtmuseum Arelape – Bechelaren – Pöchlarn
- Die Bodendenkmäler des Verwaltungsbezirkes Melk
- Diverse Archäologische Beschreibungen in Gemeinden wie z. B.: Mannersdorf am Leithagebirge, Amstetten, Waldenstein, Hainburg an der Donau und Beschreibungen aus Mitarbeit bei Grabungen wie an der Burgus Hollenburg